# Cantharocnemis burchelli
Cantharocnemis burchelli is een keversoort uit de familie boktorren (Cerambycidae). De wetenschappelijke naam van de soort is voor het eerst geldig gepubliceerd in 1866 door Westwood.
De diersoort komt voor in Zimbabwe.